# Discosura longicaudus
El rabudito de raquetas (Discosura longicaudus), también denominado coqueta de cola raqueta (en Venezuela) o cola-de-lira raqueta (en Colombia), es una especie de ave apodiforme de la familia Trochilidae, perteneciente al género Discosura. Es nativo de América del Sur, en el norte de la cuenca del Amazonas, escudo guayanés y litoral oriental de Brasil.

## Distribución y hábitat
Se distribuye por el sureste de Colombia, sur y este de Venezuela (Amazonas, este de Bolívar), Guyana, Surinam, Guayana Francesa y norte de la Amazonia brasileña (desde el norte de Amazonas hasta Amapá y noreste de Pará); también en el litoral este de Brasil (desde Río Grande del Norte al sur hasta Río de Janeiro).
Esta especie es considerada rara en sus hábitats naturales: las selvas húmedas a lo largo de ríos hasta 200 m de altitud y sabanas arbustivas; pero más alto en Sierra de Lema y hasta cerca de 910 m en el sur de la Gran Sabana (sureste de Venezuela). No se adapta en ambientes perturbados. Forrajea principalmente en el dosel del bosque.

## Sistemática

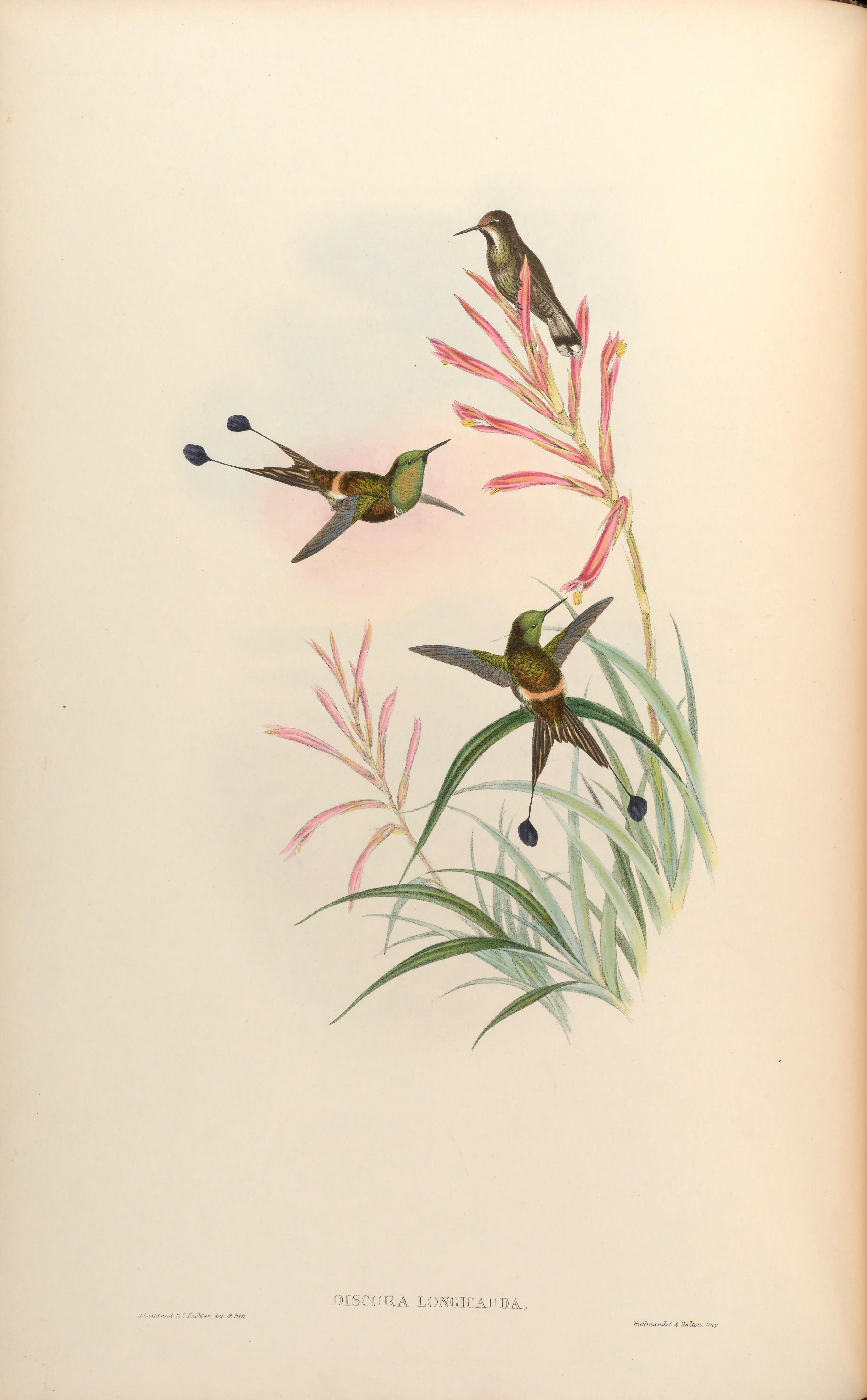
Discura longicauda sinónimo de Discosura longicaudus ilustración de Gould y Richter en A monograph of the Trochilidae, or family of humming-birds 3, 1861.

### Descripción original
La especie D. longicaudus fue descrita por primera vez por el naturalista alemán Johann Friedrich Gmelin en 1788 bajo el nombre científico Trochilus longicaudus; no fue dada localidad tipo y posteriormente se designó «Cayena, Guayana Francesa».

### Etimología
El nombre genérico femenino «Discosura» se compone de las palabras del griego «diskos» que significa ‘plato, disco’, y «oura» que significa ‘cola’; y el nombre de la especie «longicaudus», se compone de las palabras del latín «longus» que significa ‘largo’, y «caudus» que significa ‘cola’.

### Taxonomía
La presente especie fue por mucho tiempo la única del género Discosura, con las otras cuatro especies colocadas en el género Popelairia, pero clasificaciones más recientes optaron por incluir a todas en Discosura. Otros autores argumentan que todas las especies deberían ser incluidas en Lophornis, dada la similitud entre las especies de los dos géneros, con excepción de las altamente modificadas plumas de la cola de los machos.
Algunos autores escriben erróneamente D. longicauda pero el nombre específico permanece invariable. Es monotípica.